# NGC 2346
NGC 2346 é uma nebulosa planetária na constelação de Monoceros, o unicórnio, distante cerca de 2000 anos luz da Terra. Pela sua forma característica recebe o nome de Borboleta NGC 2346, sendo Nebulosa Borboleta um apelido usado para diferentes nebulosas cuja forma lembra as asas deste inseto. Com um telescópio de afecionado resulta ser um objeto grande, mas ténue, pelo qual é recomendável o uso de um filtro para nebulosas.
NGC 2346 foi descoberta por William Herschel em 1785.
No centro desta nebulosa bipolar encontra-se uma estrela binária espectroscópica cujas componentes, muito próximas entre si, giram uma em torno à outra cada 16 dias. Há milhões de anos, provavelmente as estrelas estivessem mais separadas. A estrela mais massiva foi a primeira a evoluir, transformando-se numa gigante vermelha que abarcou a sua companheira, o que provocou que girassem mais perto e pôs em funcionamento um processo responsável pela forma atual. A estrela menos massiva, ao cair em espiral para uma órbita interior,  ejetou anéis de gás. Uma vez que o núcleo da estrela gigante ficou ao descoberto, fortes ventos estelares inflaram duas enormes burbuxas de gás criando o aspecto de borboleta.
Dentro de milhares de milhões de anos, o Sol chegará a ser uma gigante vermelha e igualmente emitirá uma nebulosa planetária, mas provavelmente não com a forma de borboleta ao não fazer parte de um sistema binário.